# Norman Lear
Pour les articles homonymes, voir Lear.
Norman Lear est un producteur, scénariste, réalisateur et acteur américain né le 27 juillet 1922 à New Haven dans le Connecticut (États-Unis) et mort le 5 décembre 2023 à Los Angeles, en Californie (États-Unis) à l’âge de 101 ans.

## Filmographie

### comme producteur
- 1955 : The Martha Raye Show (série télévisée)
- 1962 : The Andy Williams Show (série télévisée)
- 1963 : T'es plus dans la course, papa ! (Come Blow Your Horn)
- 1965 : Never Too Late (en)
- 1967 : Divorce à l'américaine (Divorce American Style)
- 1968 : The Night They Raided Minsky's
- 1970 : Commencez la révolution sans nous (Start the Revolution Without Me)
- 1971 : All in the Family (série télévisée)
- 1971 : Cold Turkey
- 1972 : Maude (série télévisée)
- 1973 : Le Voleur qui vient dîner (The Thief Who Came to Dinner), de Bud Yorkin
- 1975 : Hot L Baltimore (série télévisée)
- 1975 : Au fil des jours ("One Day at a Time") (série télévisée)
- 1976 : Mary Hartman, Mary Hartman (en) (série télévisée)
- 1976 : The Nancy Walker Show (série télévisée)
- 1977 : Forever Fernwood (série télévisée)
- 1977 : All That Glitters (série télévisée)
- 1977 : A Year at the Top (série télévisée)
- 1979 : The Baxters (série télévisée)
- 1979 : Hanging In (série télévisée)
- 1982 : I Love Liberty (TV)
- 1984 : Good Evening, He Lied (TV)
- 1984 : P.O.P. (TV)
- 1984 : Heartsounds (TV)
- 1987 : Princess Bride (The Princess Bride)
- 1991 : All in the Family: 20th Anniversary Special (TV)
- 1991 : Sunday Dinner (série télévisée)
- 1991 : Beignets de tomates vertes (Fried Green Tomatoes)
- 1992 : The Powers That Be (série télévisée)
- 1994 : 704 Hauser (série télévisée)
- 1997 : Channel Umptee-3 (série télévisée)
- 1998 : The Thing in Bob's Garage
- 2000 : Way Past Cool
- 2000 : Maggie Bloom (série télévisée)

### comme scénariste
- 1951 : Ford Star Revue
- 1953 : Fais-moi peur (Scared Stiff)
- 1961 : Bobby Darin and Friends (TV)
- 1963 : T'es plus dans la course, papa ! (Come Blow Your Horn)
- 1967 : Divorce à l'américaine (Divorce American Style)
- 1968 : The Night They Raided Minsky's
- 1979 : McGurk (TV)
- 1982 : I Love Liberty (TV)

### comme réalisateur
- 1996 : Corwin (TV) : Norman Lear
- 1971 : Cold Turkey
- 1994 : 704 Hauser (série télévisée)
- 2000 : Maggie Bloom (série télévisée)

### comme acteur
- 1963 : T'es plus dans la course, papa ! (Come Blow Your Horn)  : Party Guest
- 1978 : A Different Approach
- 1981 : Quiz Kids (série télévisée) : Host